# 地球市民かながわプラザ
神奈川県立地球市民かながわプラザ（かながわけんりつちきゅうしみんかながわプラザ）は、神奈川県横浜市栄区小菅ケ谷にある、主に国際交流を目的とした施設。愛称は「あーすぷらざ」。消防学校跡に建設され、1998年（平成10年）2月1日に開館した。JR京浜東北根岸線本郷台駅から歩いて数分の場所にあり、横浜市栄区民文化センター「リリス」も併設されている。

## 概要
神奈川県によって設立されたが、2003年（平成15年）に業務を財団法人神奈川県国際交流協会（現・公益財団法人かながわ国際交流財団）に委託した。2011年（平成23年）度より、公益社団法人青年海外協力協会・株式会社金港美装が指定管理者として運営を行っている。

## 施設

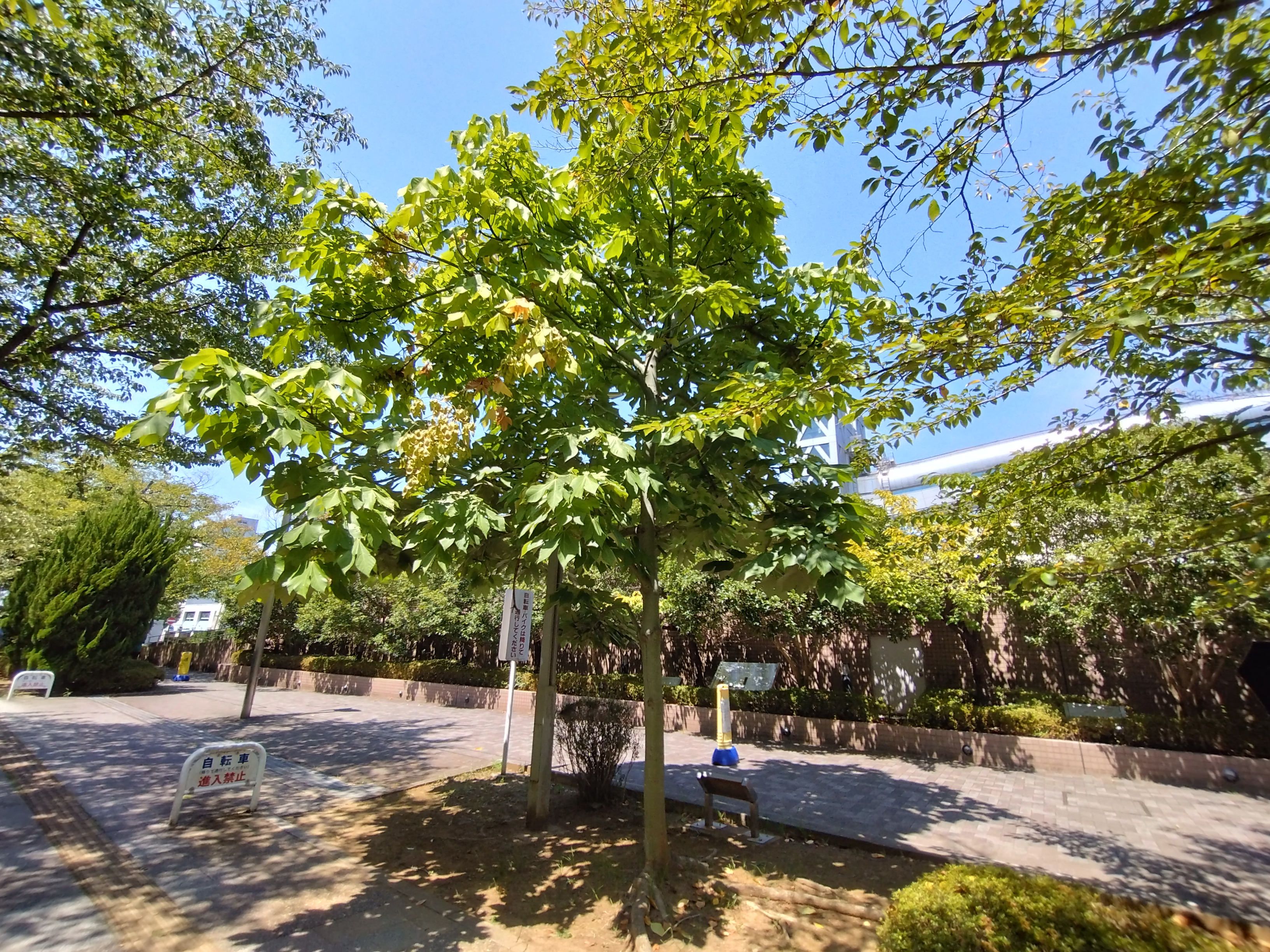
施設南側の遊歩道沿いに植樹された被爆アオギリ二世。2025年8月17日撮影。

正面の入口は2階にあり、フロアは1階から5階まである。
1階には会議室などがあり、国際交流を始め、講演会やワークショップといった多目的な用途で使われている。
2階には横浜市栄区民文化センター「リリス」の入口があるほか、国際理解を中心とした資料（ビデオや書籍、雑誌など）を閲覧できる映像ライブラリーや情報フォーラムがある。
5階には、世界の戦争や環境問題についての展示がされている「国際平和展示室」があるほか、子供向けの「国際理解展示室」、「こどもファンタジー展示室」がある。
施設南側の遊歩道植え込みには、被爆アオギリ二世が植樹されている。